# Laternaria maculata
Laternaria maculata är en insektsart som först beskrevs av Olivier 1791.  Laternaria maculata ingår i släktet Laternaria och familjen lyktstritar. Inga underarter finns listade i Catalogue of Life.